# 妻に失恋した男
『妻に失恋した男』（つまにしつれんしたおとこ）は、1957年（昭和32年）に発表された江戸川乱歩の短編推理小説。
1957年（昭和32年）10月から11月まで、『産業経済新聞』に連載された。（全5回）

## あらすじ
南田収一は、「妻に失恋して死にたいと考えている。」と知人にたびたび話していた。そして収一が自宅の自室で頭部を拳銃で撃ちぬかれて死亡するという事件が発生した。拳銃から発射された銃弾は、収一の口の中から頭部を貫いて後ろの壁に達していて、また部屋には鍵がかけられており、唯一の鍵は部屋の中にあった。これらのことから警察は、収一が自殺したと判断する。
しかし担当刑事の「私」は、この結論に納得できず、独自に捜査を継続する。収一が自殺する直前に虫歯の治療に行っていたことを知り、自殺しようとしている人間が歯の治療に行ったことを不審に思い、歯科医院を調査する。事件直後に歯科医院では患者が座る治療椅子の頭部分だけが新品に交換されており、交換された古い部品の行方が分からなくなったことを突き止める。
「私」は、歯科医院の琴浦が歯の治療中に収一を撃ち殺し、不倫関係にあったみや子と共謀して自殺に偽装したのではないかと考えた。問い詰められた二人は、恐怖に耐えられなくなりついに自白した。

## 主要登場人物
「私」本作品の語り手。世田谷警察署の刑事。
南田収一（みなみだ しゅういち）みや子の夫。みや子とは仲人結婚。
南田みや子（みなみだ みやこ）収一の妻。年は二十八才、目のさめるような美しい人。
琴浦（ことうら）南田夫妻のかかりつけの歯科医。南田家から歩いて三分ぐらいの場所で開業している。

## 収録作品
- 光文社文庫『江戸川乱歩全集第21巻 ふしぎな人』（2005年）
- 角川ホラー文庫『人間椅子 江戸川乱歩ベストセレクション(1)』（2008年）

## 映像化リスト

### 映画
- 『失恋殺人』（2010年、クロックワークス、キングレコード）[※ 1]
出演：宮地真緒、柳憂怜、大浦龍宇一、星野真里他